# 三里镇 (上林县)
三里镇，是中华人民共和国广西壮族自治区南宁市上林县下辖的一个乡镇级行政单位。

## 行政区划
三里镇下辖以下地区：
三里社区、韦寺村、云姚村、山河村、森隆村、高仁村、大黄村、龙联村、双良村、双罗村、双吴村、黄境村、黄楚村、长塘村和东吴村。